# Неотъемлемые права палестинского народа (марки ООН)
«Неотъемлемые права палестинского народа» (англ. «Inalienable Rights of the Palestinian People») — почтовая марка ООН, посвящённая правам палестинского народа. Эмитирована 30 января 1981 года на трёх языках: английском, французском и немецком.

## Исторический контекст
В 1974 году Организация Объединённых Наций предложила председателю исполкома Организации освобождения Палестины Ясиру Арафату открыть двухнедельные дебаты о статусе палестинского народа. После обсуждения Генеральная Ассамблея приняла резолюцию, подтверждающую права палестинского народа, включая право на самоопределение, право на национальную независимость и право на возвращение в свои дома и имущество. В 1978 году согласно резолюции 32/40 Генеральная Ассамблея обратилась с просьбой к Генеральному секретарю учредить группу по правам палестинцев, а именно Отдел по правам палестинцев Секретариата ООН. Одной из задач этого Отдела, вместе с Комитетом по осуществлению неотъемлемых прав палестинского народа, стала организация ежегодного проведения Международного дня солидарности с палестинским народом, назначенного на 29 ноября. Эта дата была выбрана не случайно, так как в этот день в 1947 году Генеральная Ассамблея приняла резолюцию 181 (II), предусматривающую создание в Палестине «еврейского» и «арабского государства», с Иерусалимом в качестве отдельного города под особым международным статусом. В результате последовавшей Арабо-израильской войны из двух этих государств было создано только одно — Израиль.
12 декабря 1979 года на 100-м пленарном заседании представители стран — членов Генеральной Ассамблеи ООН, рассмотрев доклад Комитета по осуществлению неотъемлемых прав палестинского народа, на основании своих резолюций 32/40B от 2 декабря 1977 года и 33/28 от 7 декабря 1978 года поручили Генеральному секретарю направить Почтовой администрации ООН указание издать серию юбилейных почтовых марок. Целью этого мероприятия являлось как можно большее придание гласности серьёзному положению вокруг неотъемлемых прав палестинского народа. При этом также прозвучало обращение к странам — членам Генеральной Ассамблеи ООН ежегодно отмечать 29 ноября как Международный день солидарности с палестинским народом, сопровождая эту памятную дату выпуском специальных марок.

## Описание
Марка на английском языке номиналом в 15 центов предназначалась для рассылки из штаб-квартиры ООН в Нью-Йорке по двум почтовых отделениям: первое, открытое для посетителей и используемое Почтовой администрацией ООН, второе — в здании Секретариата, управляемое Почтовой службой США. Два других вида марок — на французском языке, номиналом в 0,80 франка, и на немецком, номиналом 4 шиллинга, — были предназначены для использования в штаб-квартире ООН в Женеве. Марки на английском и французском языках печатались в количестве 1,9 млн штук каждая, на немецком — 2,1 млн экземпляров. В общей сложности было напечатано 5,9 млн марок.
На английской версии бледно-зелёного цвета под двумя параллельными диагональными полосами оранжевого и фиолетового цветов под углом размещены надпись чёрного цвета англ. «INALIENABLE RIGHTS OF THE PALESTINIAN PEOPLE» и белого — «UNITED NATIONS», под которой находится символ Организации Объединённых Наций — глобус, окружённый оливковыми ветвями белого цвета. На французской версии, выпущенной в Женеве фирмами «Helio Courvoisier S. A.» и «La Chaux-de-Fonds», имеются полосы фиолетового и золотого цветов на жёлтом фоне с надписью красного цвета фр. «LES DROITS INALIÉNABLES DU PEUPLE PALESTINIEN» и чёрного — «NATIONS UNIES». На немецкой версии почтовой миниатюры, выпущенной в Вене, полосы жёлтого и фиолетового цветов размещены на розовом фоне с надписью красного цвета нем. «UNVERÄUSSERLICHE RECHTE DES PALÄSTINENSISCHEN VOLKES» и белого — «VEREINTE NATIONEN». Перфорация на всех марках — 11¾.

## Эмиссия
Марки трёх видов поступили в продажу 30 января 1981 года.
Ещё до выпуска марок Сионистская организация Америки посоветовала их бойкотировать. Редактор и издатель филателистического журнала «Linn’s Stamp News» Майкл Лоуренс заявил, что с этими марками произошла катастрофа, потому что «многие из торговцев марками в Соединённых Штатах евреи». В свою очередь, глава Почтовой администрации ООН Гизела Грюневальд сказала, что:

Я думаю, мы ответили на 20 тысяч писем по этому вопросу. Был слух, что ООН выпустила марки в честь ООП и что доходы от марки будут направлены господину Арафату. Очень трудно объяснить общественности разницу между ООП и палестинским народом.
Оригинальный текст (англ.)I think we answered 20,000 letters on that issue. There was a rumor that the U.N. was issuing a stamp to honor the PLO and that revenue from the stamp would be sent to Mr. Arafat. It is very difficult to explain to the public the difference between the PLO and the Palestinian people.

В 2011 году состоялся повторный выпуск марок тиражом в 500 экземпляров.